# Casa de San Blas (Soria)
La Casa de San Blas fue uno de los edificios civiles más antiguos de la ciudad de Soria (España). Este edificio junto con una portada de la calle de la Zapatería del siglo XIII con arco apuntado ornado de puntas de diamante, sin mencionar la arquitectura defensiva como el castillo y las murallas, eran las únicas construcciones románicas civiles que pervivían.
San Blas fue uno de los santos más venerados en la ciudad y bajo su patrocinio se constituyó uno de los barrios o cuadrillas de la ciudad. Aunque no tuvo iglesia propia, contó con numerosas capillas en las diferentes parroquias y se veneró en la iglesia de Nuestra Señora del Espino; si bien, la capilla que dio nombre a la cuadrilla se localizaba en la iglesia de San Esteban. Además con el nombre de San Blas, se conocía a éste importante edificio románico situado tras el Palacio de los Condes de Gómara, junto al puente alto allí existente.
De esta vivienda del siglo XII se conservaba únicamente la fachada occidental en el año 1946 según escribió Gaya Nuño en su libro "El románico en la provincia de Soria", con dos portadas de medio punto y arquivoltas lisas sobre jambas con imposta de nacela. En realidad, el edificio fue erigido como lugar de reunión de la corporación del Cabildo General Eclesiástico de la Ciudad, y por lo tanto su uso fue religioso, aunque posteriormente, tuvo funciones meramente serviles. La arquitectura civil Soriana se desarrolló en dos etapas sobre todo, en el siglo XVI y en el siglo XVIII y esta casa era importante por ser de las escasas construcciones románicas civiles que se conservaban.